# Michał Kałwa
Michał Kałwa (ur. 9 sierpnia 1978 w Poznaniu) – polski narciarz alpejski. W latach 1996–2006 był członkiem kadry narodowej w narciarstwie alpejskim i klubu AZS AWF Katowice. 23 listopada 1999 w Vail zadebiutował w Pucharze Świata w slalomie. Uczestniczył w Zimowych Igrzyskach Olimpijskich 2006 w Turynie. 49 razy zwyciężył w międzynarodowych zawodach FIS, a a 77-krotnie stawał na ich podium. Od 2007 r. był reprezentantem Polski w skicrossie.

## Osiągnięcia

### Zimowe igrzyska olimpijskie
| 2006 Turyn/Sestriere | – | 44. miejsce (zjazd), DNF (kombinacja), 45. miejsce (supergigant), DNF2 (slalom) |

#### Starty naIgrzyskach Olimpijskich– szczegółowo
| Miejsce | Dzień     | Rok  | Miejscowość | Konkurencja | I przejazd  | II przejazd | Łączny czas | Strata   | Zwycięzca           |
| ------- | --------- | ---- | ----------- | ----------- | ----------- | ----------- | ----------- | -------- | ------------------- |
| 44.     | 12 lutego | 2006 | Sestriere   | Zjazd       | 1:56.81 min | ------      | 1:56.81 min | +10.01 s | Antoine Dénériaz    |
| DNF.    | 14 lutego | 2006 | Sestriere   | Kombinacja  | ------      | ------      | ------      | ------   | Ted Ligety          |
| 45.     | 18 lutego | 2006 | Sestriere   | Supergigant | 1:36.25 min | ------      | 1:36.25 min | +5.6 s   | Kjetil André Aamodt |
| DNF2.   | 25 lutego | 2006 | Sestriere   | Slalom      | ------      | ------      | ------      | ------   | Benjamin Raich      |

### Mistrzostwa świata w narciarstwie alpejskim
| 1997 Sestriere            | – | DNF1 (slalom)                                                                                   |
| 2001 St. Anton am Arlberg | – | 29. miejsce (slalom)                                                                            |
| 2003 Sankt Moritz         | – | 36. miejsce (slalom)                                                                            |
| 2005 Bormio               | – | 54. miejsce (supergigant), 23. miejsce (kombinacja), 33. miejsce (gigant), 27. miejsce (slalom) |

### Mistrzostwa Polski w narciarstwie alpejskim
16-krotny mistrz Polski w slalomie, gigancie, supergigancie, kombinacji i superkombinacji (slalom 2001, 2004, 2006, 2007, 2009; gigant 2003, 2004, 2006, 2007; supergigant 2003, 2005, 2015; kombinacja 2005, 2006; superkombinacja 2012, 2015).
27-krotny medalista mistrzostw Polski:
- 1996 – srebro slalom
- 1997 – brąz slalom
- 1998 – srebro slalom, srebro kombinacja
- 2000 – srebro slalom
- 2001 – złoto slalom
- 2003 – złoto gigant, złoto supergigant
- 2004 – złoto slalom, złoto gigant
- 2005 – złoto supergigant, złoto kombinacja
- 2006 – złoto slalom, złoto gigant, złoto kombinacja, srebro supergigant
- 2007 – złoto slalom, złoto gigant
- 2009 – złoto slalom
- 2012 – złoto superkombinacja, srebro slalom, srebro supergigant
- 2013 – srebro superkombinacja, srebro supergigant, brąz slalom
- 2015 – złoto superkombinacja

Wicemistrz Polski w skicrossie (2006)
Mistrz Polski Juniorów w slalomie (1996)